# Естрінген
Естрінген (нім. Östringen) — місто в Німеччині, знаходиться в землі Баден-Вюртемберг. Підпорядковується адміністративному округу Карлсруе. Входить до складу району Карлсруе.
Площа — 53,23 км2. Населення становить 13 038 ос. (станом на 31 грудня 2020).